# Regiunea Tambov
Regiunea Tambov (rusă Тамбовская область) este situată sud-estul Rusiei la ca. jumătatea distanței dintre Moscova și Volgograd. Este o regiune din depresiunea Oka cu densitatea mică care are numai 33 loc/km². Clima este temperat continentală cu veri calde și ierni geroase. Industria din regiune este reprezentată prin industria constructoare de mașini, industria chimică, ramura principală din agricultură este creșterea vitelor.